# Szymon Stadnicki
Szymon Stadnicki herbu Szreniawa bez Krzyża (zm. przed 9 października 1775 roku) – konfederat barski z województwa sandomierskiego, konsyliarz województwa sandomierskiego w konfederacji radomskiej 1767 roku. Poseł na Sejm Repninowski z województwa sandomierskiego. 

## Życiorys
Był synem Józefa Antoniego Stadnickiego podstolego buskiego, kasztelana lubaczowskiego i Zofii z Makowieckich. Brat chorążego grabowieckiego Jana Józefa i rektora Collegium Nobilium pijarów w Warszawie Michała Jana. 12 września 1744  poślubił Antoninę z Dunin Wąsowiczów h. Łabędź. Miał z nią sześcioro dzieci:
- Franciszka,
- Stanisława - chorążego pilzneńskiego
- Jana Nepomucena - łowczego opoczyńskiego
- Antoniego - starostę zatorskiego
- Teklę (wyszła za mąż za Teodora Dzierzka),
- Urszulę (zmarła jako panna). dziedzic dóbr Wysokie i innych.

W załączniku do depeszy z 2 października 1767 roku do prezydenta Kolegium Spraw Zagranicznych Imperium Rosyjskiego Nikity Panina, poseł rosyjski Nikołaj Repnin określił go jako posła właściwego dla realizacji rosyjskich planów na sejmie 1767 roku.
Dziedzic dóbr Wysokie, wiano żony stanowiły Potworów i Rdzów, a po bezpotomnej śmierci jej siostry Barbary także Wir i Mokrzec.